# Steirastoma breve
Steirastoma breve es una especie de escarabajo del género Steirastoma, familia Cerambycidae. Fue descrita por Sulzer en 1776.
Se distribuye por Argentina, Brasil, Ecuador, Bolivia, Colombia, Costa Rica, Estados Unidos, Guyana, Guayana Francesa, Jamaica, Nicaragua, Paraguay, Perú, Puerto Rico, Surinam, Trinidad y Tobago, Venezuela, Granada, Guadalupe, Martinica y Santa Lucía. Posee una longitud corporal de 10-30 milímetros. El período de vuelo de esta especie ocurre en todos los meses del año.
La dieta de Steirastoma breve comprende una gran diversidad de géneros de plantas y arbustos de las familias Bombacaceae, Arecaceae, Fabaceae, Malvaceae y Lecythidaceae y subfamilia  Sterculioideae, entre ellas Cocos nucifera, Ochroma pyramidale, Tectona grandis, Hibiscus rosa-sinensis, entre muchas otras. Es una de las principales plagas del cacao.

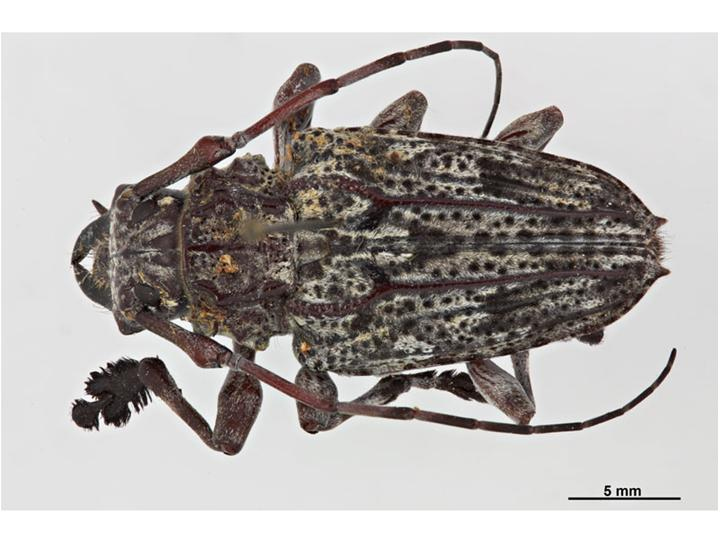
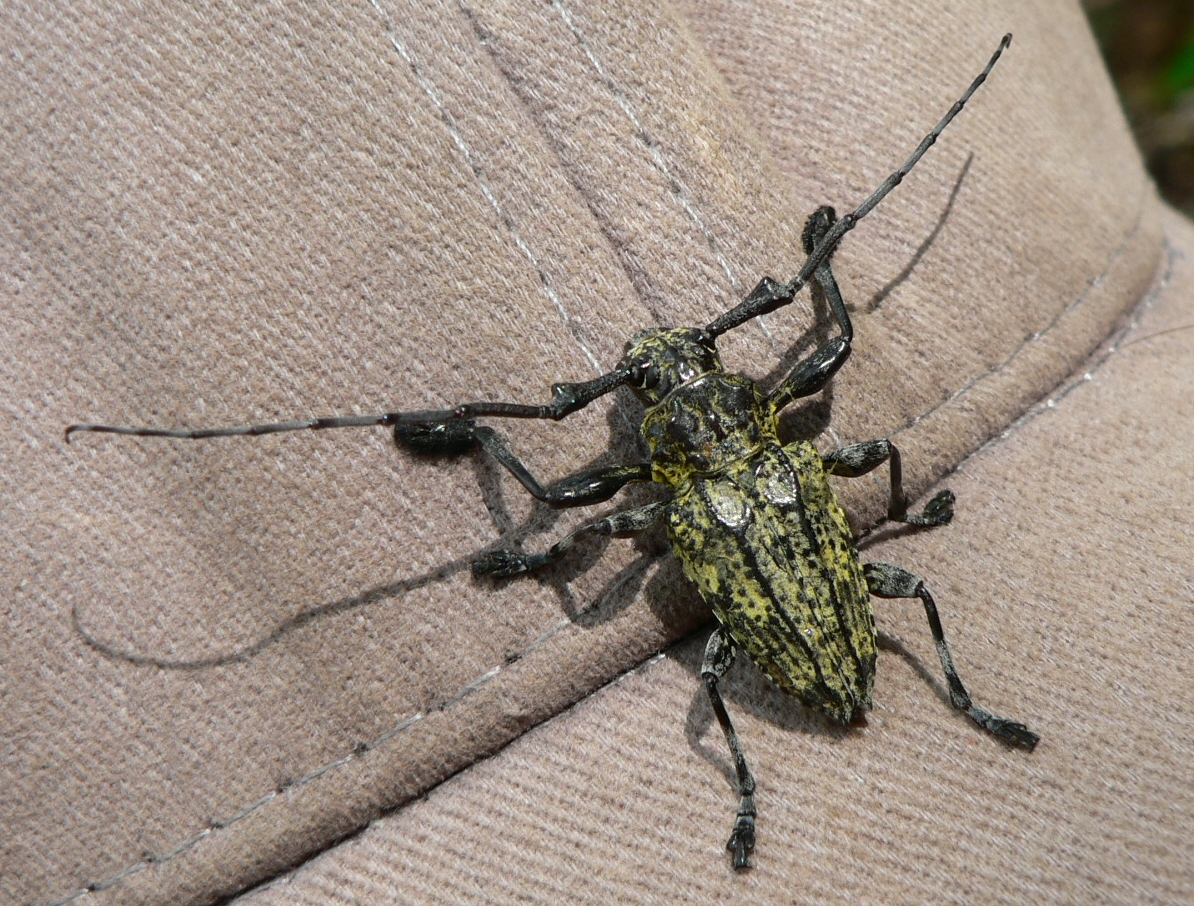